# Louis Jugnet
Louis Jugnet, né le 28 septembre 1913 à Villefranche-sur-Saône et mort le 12 février 1973 à Toulouse, est un philosophe et professeur de philosophie français. Enseignant en classes préparatoires littéraires au lycée Pierre-de-Fermat et à l’Institut d'études politiques de Toulouse, il a peu écrit.

## Biographie
Louis Jugnet a été formé à la faculté de Lille. Il a obtenu un diplôme d’études supérieures de philosophie (mémoire : Essai sur les rapports entre la philosophie suarézienne de la matière et la pensée de Leibniz). « Je suis un quasi converti de l’adolescence, et […] c’est par un hasard apparent que j’ai alors découvert la philosophie thomiste, étant un pur produit de l’enseignement universitaire, matériellement parlant ».
Agrégé en 1942, il enseigne à Châteauroux.

## Idées
Louis Jugnet, qui se réclamait de l'intransigeantisme, se définissait lui-même comme « philosophe réaliste », « métaphysicien », « disciple d'Aristote et saint Thomas », « catholique contre-révolutionnaire et de formation scolastique ».

## Hommages
Pierre Manent, qui a été son élève, le considère comme l'enseignant le plus important qu'il ait eu : « Il m’a fait découvrir l’immense domaine de la religion catholique, ce monde dont tant de gens qui sont dehors – et beaucoup aussi qui se croient dedans – ne savent rien ».

## Publications
- Pour connaître la pensée de saint Thomas d’Aquin, Paris, Bordas, 1949[5].
- Un psychiatre-philosophe, Rudolf Allers ou l’Anti-Freud, Paris, Cèdre, 1950[6].
- Catholicisme, foi et problème religieux, Saint-Cénéré (Mayenne), éd. Saint-Michel, 1951[7].
- Doctrines philosophiques et systèmes politiques, Institut d’Études Politiques de Toulouse, 1965[8].
- Problèmes et grands courants de la philosophie, Toulouse, 1970[9].
- « La philosophie de Charles Maurras », Études maurrassiennes, Aix-en-Provence, vol. 1,‎ 1972, p. 89-92